# La Danseuse (film, 2016)
Pour les articles homonymes, voir La Danseuse.
Pour plus de détails, voir Fiche technique et Distribution.
La Danseuse est un film franco-belge-tchèque réalisé par Stéphanie Di Giusto, sorti en 2016.
Il est d'abord présenté alors du Festival de Cannes 2016 dans la sélection Un certain regard. Annonçant « d'après une histoire vraie », ce film est librement inspiré de la vie de la danseuse Loïe Fuller, et du roman Loïe Fuller, danseuse de la Belle Époque de Giovanni Lista, historien et critique d’art spécialiste de la culture artistique des années 1920.
Nommé six fois aux César, le film reçoit celui des meilleurs costumes.

## Synopsis
Loïe Fuller (Soko) est une jeune Américaine vivant seule avec son père dont le seul horizon est celui des ranchs et les seules relations des cowboys frustes. Elle  dessine ses rêves  d'une autre vie. La mort brutale de son père la décide à  changer le cours de sa sordide existence. Après un séjour houleux auprès de sa mère dans une institution religieuse, elle part à Paris et invente un nouveau style de danse réinventant l'utilisation du costume dans la chorégraphie. Elle fait un parcours éblouissant, mais sa rencontre avec Isadora Duncan (Lily-Rose Depp) va bouleverser sa vie. Elle éprouve pour celle-ci une attirance passionnée et va la propulser sur le devant de la scène, au détriment de sa propre carrière.

## Fiche technique
Sauf indication contraire, les informations mentionnées dans cette section peuvent être confirmées par les bases de données cinématographiques IMDb et Allociné,  présentes dans la section « Liens externes ».
- Titre français : La Danseuse
- Titre anglais : The Dancer
- Réalisation : Stéphanie Di Giusto
- Scénario : Stéphanie Di Giusto, Thomas Bidegain et Sarah Thibau, d'après l'essai Loïe Fuller, danseuse de la Belle Epoque de Giovanni Lista
- Musique : Max Richter
- Photographie : Benoît Debie
- Décors : Carlos Conti
- Costumes : Anaïs Romand
- Budget : 8 million d'euros[2]
- Pays de production :  France[3],  Belgique[3],  Tchéquie[3]
- Langues originales : français et anglais[4],[5]
- Genre : biographique
- Durée : 108 minutes[3]
- Dates de sortie : 
  - France : 13 mai 2016 (Festival de Cannes) ; 28 septembre 2016 (sortie nationale)
  - Belgique : 28 septembre 2016
- Classification :
  - France : tous publics

## Distribution
Sauf indication contraire, les informations mentionnées dans cette section peuvent être confirmées par les bases de données cinématographiques IMDb et Allociné,  présentes dans la section « Liens externes ».
- Soko : Loïe Fuller
- Lily-Rose Depp : Isadora Duncan
- Mélanie Thierry : Gabrielle Bloch
- Gaspard Ulliel : Louis d'Orsay
- William Houston : Rud
- François Damiens : Édouard Marchand
- Louis-Do de Lencquesaing : Armand
- Denis Ménochet : Ruben
- Amanda Plummer : Lili
- Frans Boyer : le livreur de fleurs
- Shimehiro Nishikawa : la danseuse Sada Yacco
- Nadia Tereszkiewicz : Une danseuse

## Production

### Genèse et développement
En avril 2015, il est rapporté que Wild Bunch a vendu les droits internationaux du film La Danseuse, un biopic sur la danseuse Loïe Fuller, avec la chanteuse Soko dans le rôle de Loïe Fuller et Elle Fanning dans le rôle d'Isadora Duncan. En septembre 2015, il est annoncé qu'Elle Fanning a été remplacée par Lily-Rose Depp et que le casting comprend également Gaspard Ulliel, Mélanie Thierry, François Damiens et Louis-Do de Lencquesaing. Par ailleurs, dans ce film, Nadia Tereszkiewicz apparaît pour la première fois à l'écran en tant que figurante.
La Danseuse est le premier long métrage réalisé par Stéphanie Di Giusto, qui coécrit le scénario avec Thomas Bidegain et Sarah Thiebaud. Alain Attal produit le film via Les Productions du trésor, ainsi que Les Films du Fleuve, Wild Bunch et Sirena Film. La bande sonore originale du film est composée par Max Richter.
Jody Sperling est consultant créatif pour le film, chorégraphe pour les danses de Loie et il est également le coach de danse personnel de Soko. L'actrice s'entraîne 7 heures par jour pendant deux mois et aucune doublure n'est utilisée dans le film pour les séquences de danse l'impliquant.

### Tournage
Le tournage dure 45 jours. Il commence le 28 septembre 2015 et se termine le 10 décembre de la même année. Le tournage a eu lieu en France et en République tchèque,. Le tournage se déroule à l'opéra de Vichy et dans les Alpes, en région Auvergne-Rhône-Alpes. La réalisatrice Stéphanie Di Giusto souhaite avoir deux plans de Soko traversant l'Atlantique sur un bateau, mais cela n'est pas possible en raison du petit budget du film, donc en février 2016, elle embarque sur un ferry avec Soko et les productrices Marie Jardillier et Emma Javaux et tourne les scènes sans aucun permis, juste avec une caméra et Soko.

### Choix artistiques
Loïe Fuller ayant été exclusivement entourée de femmes dans sa vie réelle, il a été reproché[Par qui ?] au film d'avoir inventé un épisode amoureux avec le comte Louis d'Orsay, ainsi que la représentation de ses amours lesbiens . Stéphanie Di Giusto s'en est expliquée en déclarant qu'il avait été important pour elle que l'homosexualité de Loïe ne devienne pas le sujet du film. Elle déclare dans le dossier de presse du film : « Et j’ai également pris la liberté d’inventer le personnage de Louis d'Orsay, qu’interprète Gaspard Ulliel. J’avais besoin d’une présence masculine dans ce film peuplé de femmes. Loïe Fuller était homosexuelle et il était important pour moi de ne pas en faire le sujet du film. Louis d'Orsay me touche beaucoup : c’est l’homme sacrifié du film. ».

### Bande originale
Sauf indication contraire, les informations mentionnées dans cette section peuvent être confirmées par le générique de fin de l'œuvre audiovisuelle présentée ici, ainsi que par la base de données cinématographiques IMDb,  présente dans la section « Liens externes ».
- vIVALDI recomposed  de Max Richter
- Les Quatre Saisons d'Antonio Vivaldi de 1725.
- Brain Retractor par Nick Cave et Warren Ellis.
- Océan pour fuir par Evgueni Galperine et Sacha Galperine.
- Allegretto de la Symphonie nº 7 de Ludwig van Beethoven (dans un salon de l'Opéra de Paris, Isadora Duncan danse de façon provocante devant des messieurs qui quittent progressivement la pièce, sous le regard fasciné de Loïe Fuller).
- Rédemption par Evgueni Galperine et Sacha Galperine.
- Destined for great things par Nick Cave et Warren Ellis.
- Song for Bob par Nick Cave et Warren Ellis.
- Moving on par Nick Cave et Warren Ellis.
- Un enterrement dans la mer par Evgueni Galperine et Sacha Galperine.
- Duo pour clavier n° 4 en la mineur de Jean-Sébastien Bach.
- Suite pour violoncelle n° 2 en ré mineur de Jean-Sébastien Bach.
- Sparkling and bright.
- The money train par Nick Cave et Warren Ellis.
- Danse sacrée.
- Moving on par Nick Cave et Warren Ellis.
- Menuet du Quatuor en si bémol majeur n° 17 de Wolfgang Amadeus Mozart de 1784.

## Accueil

### Accueil critique
Sur l'agrégateur américain Rotten Tomatoes, le film récolte 59 % d'opinions favorables pour 29 critiques. Sur Metacritic, il obtient une note moyenne de 44⁄100 pour 7 critiques.
En France, le site Allociné propose une note moyenne de 3,4⁄5 à partir de l'interprétation de critiques provenant de 30 titres de presse.
Zhuo-Ning Su du site The Film Stage écrit : « Le casting est solide dans tous les domaines. Dans le rôle principal, Soko a à la fois la masculinité volontaire et une vulnérabilité féminine. Jouant Louis, Ulliel est son charismatique habituel, dégageant une allure pansexuelle sans effort qui enrichit à l'infini un personnage plutôt souscrit. Et bien qu'elle n'apparaisse que plus tard dans le film, Depp éblouit positivement dans le rôle d'Isadora. Avec sa légèreté elfique et une assurance presque méprisante, elle possède l'écran à chaque apparition. En fin de compte, La Danseuse s'aventure pas loin des modèles de biopics traditionnels. assez pour être qualifié d'inspiré, mais il offre un portrait fougueux et pleinement engagé qui vous permet d'observer un artiste par excellence de l'extérieur vers l'intérieur. »
Katie Walsh écrit dans Los Angeles Times que La Danseuse est « un film audacieux et assuré, follement créatif et sensuel, qu'il semble beaucoup plus sophistiqué qu'un début, et signale que Di Giusto est à regarder. ».

## Distinctions

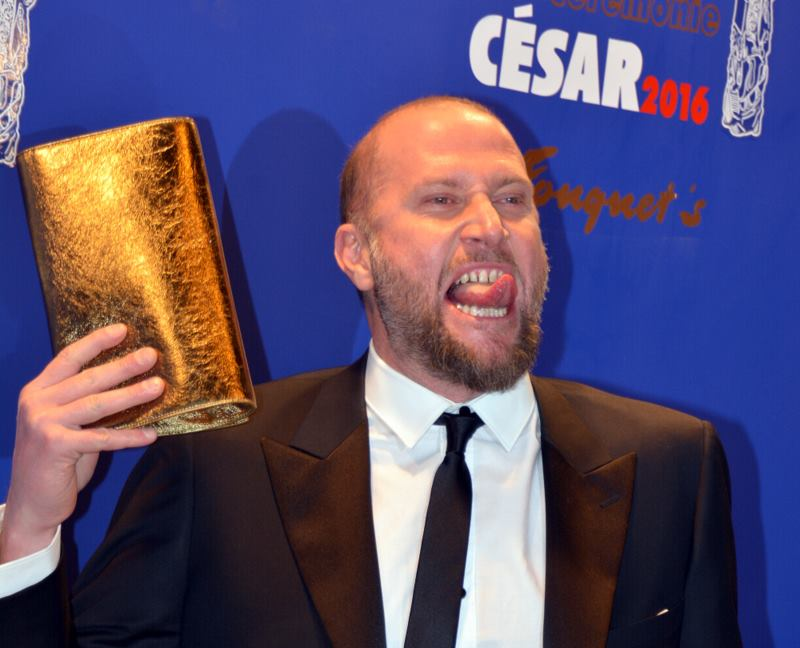
L'acteur François Damiens aux Césars 2016.

Sauf indication contraire, les informations mentionnées dans cette section peuvent être confirmées par les bases de données cinématographiques IMDb et Allociné,  présentes dans la section « Liens externes ».

### Récompense
- César 2017 : meilleurs costumes pour Anaïs Romand[23]

### Nominations
- Prix Lumières 2017[24] :
  - Meilleure actrice pour Soko
  - Meilleur espoir féminin pour Lily-Rose Depp
  - Meilleur premier film pour Stéphanie Di Giusto
- César 2017[23] :
  - Meilleure actrice pour Soko
  - Meilleur espoir féminin pour Lily-Rose Depp
  - Meilleure actrice dans un second rôle pour Mélanie Thierry
  - Meilleur premier film pour Stéphanie Di Giusto
  - Meilleurs décors pour Carlos Conti